# Epaltes mattfeldii
Epaltes mattfeldii là một loài thực vật có hoa trong họ Cúc. Loài này được Urb. mô tả khoa học đầu tiên năm 1929.